# Moritz Herzig
Moritz Herzig (* 21. Mai 1992) ist ein deutscher Grasskiläufer. Er fuhr bisher in drei Weltcuprennen unter die schnellsten 20 und erreichte in den Saisonen 2009 und 2011 den dritten Gesamtrang im Deutschlandpokal.

## Karriere
Moritz Herzig nimmt seit 2007 an internationalen Grasskirennen teil. In den ersten beiden Jahren startete er zumeist bei FIS-Rennen und erzielte am 1. Juni 2008 mit Platz neun im Riesenslalom von Altenseelbach sein erstes Top-10-Ergebnis. Seit 2007 nimmt er auch an den Juniorenweltmeisterschaften teil. Bei diesen Wettkämpfen erzielte er bisher meist Platzierungen in den Top 20, wobei seine besten Ergebnisse drei elfte Plätze in den Super-Kombinationen von Welschnofen 2007 und Dizin 2010 sowie im Super-G von Goldingen 2011 waren. Im Weltcup startete Herzig erstmals am 11. August 2007 im Riesenslalom von Čenkovice, bei dem er sich als 35. des ersten Durchganges aber nicht für den Finallauf der besten 30 qualifizieren konnte. Die nächsten Weltcupstarts folgten erst in der Saison 2009. Am 6. Juni 2009 gewann er als 30. der Super-Kombination von Wilhelmsburg seinen ersten Weltcuppunkt und ein weiteres Mal konnte er zwei Monate später mit Platz 25 im Super-G von Marbachegg punkten, womit er im Gesamtweltcup den 60. Rang belegte. In der Saison 2010 nahm Herzig an vier Weltcuprennen teil und konnte wieder zweimal punkten. Sein bislang bestes Weltcupergebnis gelang ihm am 10. Juli 2010 mit Platz 13 im Riesenslalom von Goldingen. Den Riesenslalom in Dizin beendete er an 20. Position und im Gesamtweltcup verbesserte er sich auf Platz 41.
In der Saison 2011 nahm Herzig nur an einem Weltcuprennen teil. Diese Super-Kombination am 2. Juli in Olešnice v Orlických horách beendete er an 26. Position. Im selben Jahr startete er erstmals bei einer Weltmeisterschaft in der Allgemeinen Klasse. Er wurde 25. im Riesenslalom und 33. im Super-G. Bei der zugleich ausgetragenen Juniorenweltmeisterschaft belegte er Rang 11 im Super-G und Rang 15 im Riesenslalom. Drei Weltcuprennen bestritt Herzig in der Saison 2012, wobei ein 18. Platz im Riesenslalom von Marbachegg sein bestes Ergebnis war. Zudem fuhr er in einem FiS-Rennen erstmals seit 2008 wieder unter die schnellsten zehn, womit er wie schon zwei Jahre zuvor 41. im Gesamtweltcup wurde. Bei der Juniorenweltmeisterschaft 2012 in Burbach fuhr Herzig auf Platz zehn im Super-G sowie jeweils auf Platz elf im Riesenslalom und in der Super-Kombination. Nur im Slalom kam er nicht ins Ziel.
Im Deutschlandpokal ist Moritz Herzig seit der Saison 2008 unter den besten zehn in der Gesamtwertung zu finden. 2009 und 2011 erreichte er mit dem dritten Platz seine bisher besten Gesamtergebnisse. In der Jugendklasse wurde er 2009, 2010 und 2011 jeweils Gesamt-Zweiter.

## Erfolge

### Weltmeisterschaften
- Goldingen 2011: 25. Riesenslalom, 33. Super-G

### Juniorenweltmeisterschaften
- Welschnofen 2007: 11. Super-Kombination, 18. Riesenslalom, 20. Super-G
- Rieden 2008: 16. Super-G, 19. Riesenslalom
- Horní Lhota u Ostravy 2009: 13. Riesenslalom, 19. Slalom, 23. Super-G
- Dizin 2010: 11. Super-Kombination, 13. Riesenslalom, 21. Super-G
- Goldingen 2011: 11. Super-G, 15. Riesenslalom
- Burbach 2012: 10. Super-G, 11. Riesenslalom, 11. Super-Kombination

### Weltcup
- 3 Platzierungen unter den besten 20

### Deutschlandpokal
- 3. Gesamtwertung 2009 und 2011